# Linaceae
Linaceae este o familie de plante cu flori care include 250 de specii.

## Genuri în subfamiliaLinoideae
- Anisadenia
- Cliococca
- Hesperolinon
- Linum
- Radiola
- Reinwardtia
- Sclerolinon
- Tirpitzia

## Genuri în subfamiliaHugonioideae
- Durandea
- Hebepetalum
- Hugonia
- Indorouchera
- Philbornea
- Roucheria